# Premiership Rugby (2016/2017)
English Premiership 2016/2017 – trzydziesta edycja Premiership, najwyższego poziomu rozgrywek w rugby union w Anglii. Organizowane przez Rugby Football Union zawody odbyły się w dniach 2 września 2016 – 27 maja 2017 roku, a tytułu bronił zespół Saracens.
Rozgrywki toczyły się w pierwszej fazie systemem ligowym w okresie jesień-wiosna, a czołowa czwórka awansowała do półfinałów. Tytuł mistrzowski zdobył zespół Exeter. Najwięcej punktów w sezonie zdobył Jimmy Gopperth, zaś przyłożeń Christian Wade (17).

## Faza grupowa
| 2 września 201619:45 | Gloucester                                                                           | 31:38(24:7) | Leicester Tigers                                                                                              | Kingsholm Stadium, Gloucester Widzów: 14298 Sędzia: Wayne Barnes |
| 2 września 201619:45 | Charlie Sharples 5 (P) Greig Laidlaw 11 (4pd K) Henry Purdy 5 (P) Matt Scott 10 (2P) | 31:38(24:7) | Brendon O’Connor 5 (P) Freddie Burns 9 (3pd K) JP Pietersen 5 (P) Manu Tuilagi 5 (P) Sam Harrison 14 (2P 2pd) | Kingsholm Stadium, Gloucester Widzów: 14298 Sędzia: Wayne Barnes |
| 2 września 201619:45 | Matt Kvesic                                                                          | 31:38(24:7) | | Kingsholm Stadium, Gloucester Widzów: 14298 Sędzia: Wayne Barnes |

| 2 września 201620:00 | Newcastle Falcons                          | 19:17(10:3) | Sale Sharks                                                                   | Kingston Park, Newcastle upon Tyne Widzów: 5523 Sędzia: Greg Garner |
| 2 września 201620:00 | Mike Delany 14 (pd 4K) Sinoti Sinoti 5 (P) | 19:17(10:3) | AJ MacGinty 3 (K) Byron McGuigan 5 (P) Dan Mugford 4 (2pd) Johnny Leota 5 (P) | Kingston Park, Newcastle upon Tyne Widzów: 5523 Sędzia: Greg Garner |

| 3 września 201614:00 | Saracens                                                                             | 35:3(6:3) | Worcester Warriors | Twickenham Stadium Londyn Widzów: 47029 Sędzia: Matt Carley |
| 3 września 201614:00 | Alex Lozowski 20 (P 3pd 3K) Ben Spencer 5 (P) Jamie George 5 (P) Schalk Burger 5 (P) | 35:3(6:3) | Ryan Lamb 3 (K)    | Twickenham Stadium Londyn Widzów: 47029 Sędzia: Matt Carley |
| 3 września 201614:00 | James Johnston                                                                       | 35:3(6:3) |                    | Twickenham Stadium Londyn Widzów: 47029 Sędzia: Matt Carley |

| 3 września 201615:30 | Northampton Saints                      | 14:18(0:6) | Bath                    | Franklin’s Gardens, Northampton Widzów: 14987 Sędzia: JP Doyle |
| 3 września 201615:30 | Nic Groom 10 (2P) Stephen Myler 4 (2pd) | 14:18(0:6) | George Ford 18 (2dg 4K) | Franklin’s Gardens, Northampton Widzów: 14987 Sędzia: JP Doyle |
| 3 września 201615:30 | Chris Cook                              | 14:18(0:6) |                         | Franklin’s Gardens, Northampton Widzów: 14987 Sędzia: JP Doyle |

| 3 września 201616:30 | Harlequins                                                   | 21:19(15:14) | Bristol                                                                    | Twickenham Stadium Londyn Widzów: 47029 Sędzia: Luke Pearce |
| 3 września 201616:30 | Joe Marchant 5 (P) Marland Yarde 5 (P) Nick Evans 11 (pd 3K) | 21:19(15:14) | Gavin Henson 4 (2pd) Ryan Edwards 5 (P) Tom Varndell 5 (P) Tusi Pisi 5 (P) | Twickenham Stadium Londyn Widzów: 47029 Sędzia: Luke Pearce |

| 4 września 201615:00 | London Wasps                                                     | 25:20(8:17) | Exeter                                                          | Ricoh Arena, Coventry Widzów: 13555 Sędzia: Tom Foley |
| 4 września 201615:00 | Dan Robson 5 (P) Jimmy Gopperth 15 (P 2pd 2K) Tommy Taylor 5 (P) | 25:20(8:17) | Henry Slade 10 (2pd 2K) Thomas Waldrom 5 (P) Will Chudley 5 (P) | Ricoh Arena, Coventry Widzów: 13555 Sędzia: Tom Foley |

| 9 września 201619:45 | Worcester Warriors                                                                            | 23:23(15:6) | Gloucester                                                   | Sixways Stadium, Worcester Widzów: 8905 Sędzia: Luke Pearce |
| 9 września 201619:45 | Ben Te'o 5 (P) Cooper Vuna 5 (P) Perry Humphreys 5 (P) Ryan Lamb 5 (pd K) Tom Heathcote 3 (K) | 23:23(15:6) | Greig Laidlaw 13 (2pd 3K) Henry Purdy 5 (P) Matt Scott 5 (P) | Sixways Stadium, Worcester Widzów: 8905 Sędzia: Luke Pearce |
| 9 września 201619:45 | Alafoti Faosiliva                                                                             | 23:23(15:6) |                                                              | Sixways Stadium, Worcester Widzów: 8905 Sędzia: Luke Pearce |

| 9 września 201620:15 | Sale Sharks                                | 19:10(9:7) | Harlequins                               | AJ Bell Stadium, Manchester Widzów: 6217 Sędzia: Tom Foley |
| 9 września 201620:15 | Dan Mugford 14 (pd 4K) David Seymour 5 (P) | 19:10(9:7) | Chris Robshaw 5 (P) Nick Evans 5 (pd K)  | AJ Bell Stadium, Manchester Widzów: 6217 Sędzia: Tom Foley |
| 9 września 201620:15 | Jonathan Mills                             | 19:10(9:7) | Kyle Sinckler · Owen Evans · Mat Luamanu | AJ Bell Stadium, Manchester Widzów: 6217 Sędzia: Tom Foley |

| 10 września 201615:00 | Bath | 58:5(32:0) | Newcastle Falcons   | The Recreation Ground, Bath Widzów: 12412 Sędzia: Ian Tempest |
| 10 września 201615:00 | Dave Attwood 10 (2P) Elliott Stooke 5 (P) George Ford 18 (6pd dg K) Kane Palma-Newport 5 (P) Matt Banahan 5 (P) Semesa Rokoduguni 10 (2P) karne przyłożenie – 7 | 58:5(32:0) | Allister Hogg 5 (P) | The Recreation Ground, Bath Widzów: 12412 Sędzia: Ian Tempest |
| 10 września 201615:00 | Vereniki Goneva | 58:5(32:0) |                     | The Recreation Ground, Bath Widzów: 12412 Sędzia: Ian Tempest |

| 10 września 201615:00 | Leicester Tigers                                              | 22:34(8:13) | London Wasps                                                                         | Welford Road, Leicester Widzów: 24088 Sędzia: Greg Garner |
| 10 września 201615:00 | Ed Slater 5 (P) Freddie Burns 12 (4K) Lachlan McCaffrey 5 (P) | 22:34(8:13) | Christian Wade 5 (P) Guy Thompson 5 (P) Jimmy Gopperth 19 (P 4pd 2K) Sam Jones 5 (P) | Welford Road, Leicester Widzów: 24088 Sędzia: Greg Garner |
| 10 września 201615:00 | Ellis Genge · Peter Betham                                    | 22:34(8:13) | Guy Thompson                                                                         | Welford Road, Leicester Widzów: 24088 Sędzia: Greg Garner |

| 11 września 201615:00 | Bristol                                | 10:32(3:25) | Northampton Saints | Ashton Gate, Bristol Widzów: 11322 Sędzia: Craig Maxwell-Keys |
| 11 września 201615:00 | Ross McMillan 5 (P) Tusi Pisi 5 (pd K) | 10:32(3:25) | George North 5 (P) Harry Mallinder 2 (pd) Ken Pisi 5 (P) Louis Picamoles 5 (P) Mike Haywood 5 (P) Stephen Myler 10 (2pd 2K) | Ashton Gate, Bristol Widzów: 11322 Sędzia: Craig Maxwell-Keys |

| 11 września 201615:00 | Exeter                                                            | 13:34(6:12) | Saracens                                                                                            | Sandy Park, Exeter Widzów: 10322 Sędzia: JP Doyle |
| 11 września 201615:00 | Gareth Steenson 2 (pd) Henry Slade 6 (2K) Luke Cowan-Dickie 5 (P) | 13:34(6:12) | Alex Goode 9 (3pd K) Alex Lozowski 5 (P) Ben Spencer 5 (P) Jackson Wray 5 (P) Sean Maitland 10 (2P) | Sandy Park, Exeter Widzów: 10322 Sędzia: JP Doyle |
| 11 września 201615:00 | Richard Wigglesworth                                              | 13:34(6:12) | | Sandy Park, Exeter Widzów: 10322 Sędzia: JP Doyle |

| 16 września 201619:45 | Sale Sharks                                            | 13:26(8:17) | Gloucester                                                       | AJ Bell Stadium, Manchester Widzów: 5902 Sędzia: Ian Tempest |
| 16 września 201619:45 | Cameron Neild 5 (P) Sam James 5 (P) Will Addison 3 (K) | 13:26(8:17) | Charlie Sharples 5 (P) Greig Laidlaw 16 (2pd 4K) John Afoa 5 (P) | AJ Bell Stadium, Manchester Widzów: 5902 Sędzia: Ian Tempest |

| 17 września 201615:00 | Bath | 37:22(6:17) | Worcester Warriors                                                                  | The Recreation Ground, Bath Widzów: 13184 Sędzia: Craig Maxwell-Keys |
| 17 września 201615:00 | Anthony Watson 5 (P) George Ford 17 (4pd 3K) Leroy Houston 5 (P) Matt Banahan 5 (P) Semesa Rokoduguni 5 (P) | 37:22(6:17) | Dean Hammond 5 (P) Niall Annett 5 (P) Perry Humphreys 5 (P) Tom Heathcote 7 (2pd K) | The Recreation Ground, Bath Widzów: 13184 Sędzia: Craig Maxwell-Keys |

| 17 września 201615:00 | Exeter                                                                     | 36:25(29:13) | Harlequins                                                                     | Sandy Park, Exeter Widzów: 9391 Sędzia: Matt Carley |
| 17 września 201615:00 | Gareth Steenson 11 (4pd K) Lachie Turner 10 (2P) Luke Cowan-Dickie 15 (3P) | 36:25(29:13) | Charlie Walker 5 (P) Danny Care 5 (P) Rob Buchanan 5 (P) Tim Swiel 10 (2pd 2K) | Sandy Park, Exeter Widzów: 9391 Sędzia: Matt Carley |
| 17 września 201615:00 | Tomas Francis                                                              | 36:25(29:13) |                                                                                | Sandy Park, Exeter Widzów: 9391 Sędzia: Matt Carley |

| 17 września 201615:00 | Saracens                                                          | 27:12(9:9) | Northampton Saints    | Allianz Park, Londyn Widzów: 9455 Sędzia: Greg Garner |
| 17 września 201615:00 | Alex Lozowski 17 (pd 5K) Jamie George 5 (P) karne przyłożenie – 7 | 27:12(9:9) | Stephen Myler 12 (4K) | Allianz Park, Londyn Widzów: 9455 Sędzia: Greg Garner |
| 17 września 201615:00 | Alex Waller · Sam Dickinson                                       | 27:12(9:9) |                       | Allianz Park, Londyn Widzów: 9455 Sędzia: Greg Garner |

| 18 września 201614:30 | London Wasps | 70:22(37:3) | Bristol                                                                                      | Ricoh Arena, Coventry Widzów: 12280 Sędzia: Tim Wigglesworth |
| 18 września 201614:30 | Ashley Johnson 10 (2P) Christian Wade 10 (2P) Danny Cipriani 5 (P) Elliot Daly 10 (2P) Jake Cooper-Woolley 5 (P) Jimmy Gopperth 20 (7pd 2K) Matt Symons 5 (P) Tommy Taylor 5 (P) | 70:22(37:3) | Adrian Jarvis 2 (pd) Gaston Cortes 5 (P) Jack Lam 5 (P) Mitch Eadie 5 (P) Tusi Pisi 5 (pd K) | Ricoh Arena, Coventry Widzów: 12280 Sędzia: Tim Wigglesworth |

| 18 września 201615:00 | Newcastle Falcons                                               | 13:14(10:8) | Leicester Tigers                              | Kingston Park, Newcastle upon Tyne Widzów: 6570 Sędzia: JP Doyle |
| 18 września 201615:00 | Joel Hodgson 3 (K) Juan Pablo Socino 5 (P) Mike Delany 5 (pd K) | 13:14(10:8) | Freddie Burns 9 (3K) Michael Fitzgerald 5 (P) | Kingston Park, Newcastle upon Tyne Widzów: 6570 Sędzia: JP Doyle |
| 18 września 201615:00 | Peter Betham                                                    | 13:14(10:8) |                                               | Kingston Park, Newcastle upon Tyne Widzów: 6570 Sędzia: JP Doyle |

| 23 września 201619:45 | Bristol                                                         | 17:41(5:24) | Exeter                                                                                  | Ashton Gate, Bristol Widzów: 15065 Sędzia: Tom Foley |
| 23 września 201619:45 | Jordan Williams 7 (P pd) Max Crumpton 5 (P) Ross McMillan 5 (P) | 17:41(5:24) | Gareth Steenson 16 (5pd 2K) Olly Woodburn 10 (2P) Sam Hill 5 (P) Thomas Waldrom 10 (2P) | Ashton Gate, Bristol Widzów: 15065 Sędzia: Tom Foley |
| 23 września 201619:45 | Ian Whitten                                                     | 17:41(5:24) |                                                                                         | Ashton Gate, Bristol Widzów: 15065 Sędzia: Tom Foley |

| 24 września 201615:00 | Gloucester                                                   | 13:18(10:10) | Newcastle Falcons                                            | Kingsholm Stadium, Gloucester Widzów: 12050 Sędzia: Dean Richards |
| 24 września 201615:00 | Billy Burns 5 (pd K) Greig Laidlaw 3 (K) Ross Moriarty 5 (P) | 13:18(10:10) | Alex Tait 5 (P) Dominic Waldouck 5 (P) Mike Delany 8 (pd 2K) | Kingsholm Stadium, Gloucester Widzów: 12050 Sędzia: Dean Richards |

| 24 września 201615:00 | Harlequins                                                | 17:10(17:0) | Saracens                                                          | Twickenham Stoop, Londyn Widzów: 14800 Sędzia: Craig Maxwell-Keys |
| 24 września 201615:00 | Charlie Walker 5 (P) Tim Swiel 7 (2pd K) Tim Visser 5 (P) | 17:10(17:0) | Alex Lozowski 2 (pd) Ben Spencer 3 (K) Richard Wigglesworth 5 (P) | Twickenham Stoop, Londyn Widzów: 14800 Sędzia: Craig Maxwell-Keys |
| 24 września 201615:00 | James Horwill                                             | 17:10(17:0) |                                                                   | Twickenham Stoop, Londyn Widzów: 14800 Sędzia: Craig Maxwell-Keys |

| 24 września 201615:00 | Northampton Saints                                          | 15:20(5:10) | London Wasps                                    | Franklin’s Gardens, Northampton Widzów: 14477 Sędzia: Luke Pearce |
| 24 września 201615:00 | George North 5 (P) Stephen Myler 5 (pd K) Tom Kessell 5 (P) | 15:20(5:10) | Jimmy Gopperth 15 (P 2pd 2K) Josh Bassett 5 (P) | Franklin’s Gardens, Northampton Widzów: 14477 Sędzia: Luke Pearce |
| 24 września 201615:00 | Ken Pisi                                                    | 15:20(5:10) | Nathan Hughes                                   | Franklin’s Gardens, Northampton Widzów: 14477 Sędzia: Luke Pearce |

| 24 września 201615:00 | Worcester Warriors                                                                                     | 34:34(19:17) | Sale Sharks                                                                         | Sixways Stadium, Worcester Widzów: 6136 Sędzia: JP Doyle |
| 24 września 201615:00 | Jamie Shillcock 10 (2P) Jonny Arr 5 (P) Perry Humphreys 5 (P) Ryan Lamb 9 (3pd K) Wynand Olivier 5 (P) | 34:34(19:17) | AJ MacGinty 14 (4pd 2K) Halani ʻAulika 5 (P) Neil Briggs 5 (P) Will Addison 10 (2P) | Sixways Stadium, Worcester Widzów: 6136 Sędzia: JP Doyle |
| 24 września 201615:00 | Byron McGuigan                                                                                         | 34:34(19:17) |                                                                                     | Sixways Stadium, Worcester Widzów: 6136 Sędzia: JP Doyle |

| 25 września 201615:00 | Leicester Tigers                                                                                      | 34:14(14:7) | Bath                                                       | Welford Road, Leicester Widzów: 20134 Sędzia: Matt Carley |
| 25 września 201615:00 | Brendon O’Connor 5 (P) Ed Slater 5 (P) Freddie Burns 2 (pd) Owen Williams 17 (pd 5K) Tom Youngs 5 (P) | 34:14(14:7) | George Ford 4 (2pd) Semesa Rokoduguni 5 (P) Tom Dunn 5 (P) | Welford Road, Leicester Widzów: 20134 Sędzia: Matt Carley |

| 30 września 201619:45 | Bristol                                                                                                   | 0:39(0:10) | Saracens | Ashton Gate, Bristol Widzów: 11592 Sędzia: Ian Tempest |
| 30 września 201619:45 | Alex Lozowski 14 (2P 2pd) Ben Spencer 10 (2pd 2K) Chris Wyles 5 (P) George Kruis 5 (P) Jamie George 5 (P) | 0:39(0:10) |          | Ashton Gate, Bristol Widzów: 11592 Sędzia: Ian Tempest |
| 30 września 201619:45 | Max Crumpton                                                                                              | 0:39(0:10) |          | Ashton Gate, Bristol Widzów: 11592 Sędzia: Ian Tempest |

| 30 września 201619:45 | Northampton Saints                                                   | 20:19(14:13) | Exeter                                         | Franklin’s Gardens, Northampton Widzów: 13901 Sędzia: Matt Carley |
| 30 września 201619:45 | George North 5 (P) Harry Mallinder 10 (2pd 2K) Rory Hutchinson 5 (P) | 20:19(14:13) | Gareth Steenson 14 (pd 4K) Olly Woodburn 5 (P) | Franklin’s Gardens, Northampton Widzów: 13901 Sędzia: Matt Carley |

| 1 października 201614:30 | Sale Sharks                                                                                             | 34:30(24:20) | Leicester Tigers                                                     | AJ Bell Stadium, Manchester Widzów: 7509 Sędzia: Craig Maxwell-Keys |
| 1 października 201614:30 | Halani ʻAulika 5 (P) Johnny Leota 5 (P) Mike Phillips 5 (P) Paolo Odogwu 5 (P) Will Addison 14 (4pd 2K) | 34:30(24:20) | Adam Thompstone 5 (P) Owen Williams 15 (3pd 3K) Peter Betham 10 (2P) | AJ Bell Stadium, Manchester Widzów: 7509 Sędzia: Craig Maxwell-Keys |
| 1 października 201614:30 | Halani ʻAulika                                                                                          | 34:30(24:20) |                                                                      | AJ Bell Stadium, Manchester Widzów: 7509 Sędzia: Craig Maxwell-Keys |

| 1 października 201615:00 | Gloucester                           | 6:15(3:0) | Bath                                                          | Kingsholm Stadium, Gloucester Widzów: 16115 Sędzia: JP Doyle |
| 1 października 201615:00 | Greig Laidlaw 3 (K) James Hook 3 (K) | 6:15(3:0) | Anthony Watson 5 (P) George Ford 5 (pd dg) Matt Banahan 5 (P) | Kingsholm Stadium, Gloucester Widzów: 16115 Sędzia: JP Doyle |

| 2 października 201614:30 | London Wasps | 47:18(26:18) | Harlequins                                                   | Ricoh Arena, Coventry Widzów: 16004 Sędzia: Greg Garner |
| 2 października 201614:30 | Ashley Johnson 5 (P) Christian Wade 5 (P) Dan Robson 5 (P) Elliot Daly 5 (P) Guy Thompson 5 (P) Jimmy Gopperth 12 (6pd) Josh Bassett 5 (P) Kyle Eastmond 5 (P) | 47:18(26:18) | James Chisholm 5 (P) Jamie Roberts 5 (P) Tim Swiel 8 (pd 2K) | Ricoh Arena, Coventry Widzów: 16004 Sędzia: Greg Garner |

| 2 października 201615:00 | Worcester Warriors                                       | 11:9(8:3) | Newcastle Falcons                     | Sixways Stadium, Worcester Widzów: 6375 Sędzia: Tom Foley |
| 2 października 201615:00 | Ryan Lamb 3 (K) Tom Heathcote 3 (K) Wynand Olivier 5 (P) | 11:9(8:3) | Joel Hodgson 3 (K) Mike Delany 6 (2K) | Sixways Stadium, Worcester Widzów: 6375 Sędzia: Tom Foley |

| 7 października 201619:45 | Bath                                                                                     | 30:3(10:3) | Sale Sharks        | The Recreation Ground, Bath Widzów: 13913 Sędzia: Tom Foley |
| 7 października 201619:45 | George Ford 15 (3pd 3K) Kahn Fotualiʻi 5 (P) Kane Palma-Newport 5 (P) Matt Banahan 5 (P) | 30:3(10:3) | Will Addison 3 (K) | The Recreation Ground, Bath Widzów: 13913 Sędzia: Tom Foley |
| 7 października 201619:45 | Johnny Leota                                                                             | 30:3(10:3) |                    | The Recreation Ground, Bath Widzów: 13913 Sędzia: Tom Foley |

| 8 października 201615:00 | Exeter                                                                                | 27:27(14:17) | Gloucester                                                                                               | Sandy Park, Exeter Widzów: 11934 Sędzia: Greg Garner |
| 8 października 201615:00 | Damian Welch 5 (P) Gareth Steenson 7 (2pd K) Ian Whitten 10 (2P) Thomas Waldrom 5 (P) | 27:27(14:17) | Ben Morgan 5 (P) Billy Twelvetrees 3 (K) Charlie Sharples 5 (P) Greig Laidlaw 9 (3pd K) Matt Scott 5 (P) | Sandy Park, Exeter Widzów: 11934 Sędzia: Greg Garner |

| 8 października 201615:00 | Harlequins                                           | 20:9(8:6) | Northampton Saints   | Twickenham Stoop, Londyn Widzów: 14800 Sędzia: Ian Tempest |
| 8 października 201615:00 | Alofa Alofa 5 (P) Nick Evans 3 (K) Tim Swiel 12 (4K) | 20:9(8:6) | Stephen Myler 9 (3K) | Twickenham Stoop, Londyn Widzów: 14800 Sędzia: Ian Tempest |

| 8 października 201615:00 | Leicester Tigers                                                                                             | 34:13(20:0) | Worcester Warriors                       | Welford Road, Leicester Widzów: 20854 Sędzia: Tim Wigglesworth |
| 8 października 201615:00 | Graham Kitchener 5 (P) Logoviʻi Mulipola 5 (P) Owen Williams 14 (4pd 2K) Telusa Veainu 5 (P) Tom Brady 5 (P) | 34:13(20:0) | Jaba Bregvadze 5 (P) Ryan Lamb 8 (pd 2K) | Welford Road, Leicester Widzów: 20854 Sędzia: Tim Wigglesworth |

| 8 października 201615:00 | Newcastle Falcons                                                               | 19:14(19:0) | Bristol                                                  | Kingston Park, Newcastle upon Tyne Widzów: 6134 Sędzia: Wayne Barnes |
| 8 października 201615:00 | Joel Hodgson 5 (P) Juan Pablo Socino 5 (P) Mike Delany 4 (2pd) Will Welch 5 (P) | 19:14(19:0) | Adrian Jarvis 4 (2pd) Jon Fisher 5 (P) Mitch Eadie 5 (P) | Kingston Park, Newcastle upon Tyne Widzów: 6134 Sędzia: Wayne Barnes |
| 8 października 201615:00 | Alex Rogers                                                                     | 19:14(19:0) | Gaston Cortes                                            | Kingston Park, Newcastle upon Tyne Widzów: 6134 Sędzia: Wayne Barnes |

| 9 października 201615:00 | Saracens                                                                                              | 30:14(13:8) | London Wasps                             | Allianz Park, Londyn Widzów: 9911 Sędzia: Matt Carley |
| 9 października 201615:00 | Alex Lozowski 8 (pd 2K) Ben Spencer 2 (pd) Jamie George 10 (2P) Mako Vunipola 5 (P) Mike Ellery 5 (P) | 30:14(13:8) | Jimmy Gopperth 9 (3K) Josh Bassett 5 (P) | Allianz Park, Londyn Widzów: 9911 Sędzia: Matt Carley |
| 9 października 201615:00 | Josh Bassett                                                                                          | 30:14(13:8) |                                          | Allianz Park, Londyn Widzów: 9911 Sędzia: Matt Carley |

| 28 października 201619:45 | Northampton Saints                                                | 23:20(13:3) | Gloucester                                                         | Franklin’s Gardens, Northampton Widzów: 14274 Sędzia: Tom Foley |
| 28 października 201619:45 | Louis Picamoles 5 (P) Stephen Myler 13 (2pd 3K) Tom Kessell 5 (P) | 23:20(13:3) | Charlie Sharples 5 (P) Greig Laidlaw 10 (2pd 2K) Jacob Rowan 5 (P) | Franklin’s Gardens, Northampton Widzów: 14274 Sędzia: Tom Foley |

| 29 października 201615:00 | Harlequins | 36:14(7:7) | Worcester Warriors                                            | Twickenham Stoop, Londyn Widzów: 13389 Sędzia: Luke Pearce |
| 29 października 201615:00 | Danny Care 5 (P) James Horwill 5 (P) Joe Marchant 5 (P) Mike Brown 5 (P) Nick Evans 9 (3pd K) Tim Swiel 2 (pd) Tim Visser 5 (P) | 36:14(7:7) | Ben Te'o 5 (P) Jackson Willison 5 (P) Jamie Shillcock 4 (2pd) | Twickenham Stoop, Londyn Widzów: 13389 Sędzia: Luke Pearce |
| 29 października 201615:00 | Joe Marler | 36:14(7:7) |                                                               | Twickenham Stoop, Londyn Widzów: 13389 Sędzia: Luke Pearce |

| 29 października 201615:00 | Saracens                                                                          | 24:10(17:3) | Leicester Tigers                              | Allianz Park, Londyn Widzów: 9734 Sędzia: Wayne Barnes |
| 29 października 201615:00 | Billy Vunipola 5 (P) Chris Wyles 5 (P) Owen Farrell 9 (3pd K) Sean Maitland 5 (P) | 24:10(17:3) | George Catchpole 5 (P) Owen Williams 5 (pd K) | Allianz Park, Londyn Widzów: 9734 Sędzia: Wayne Barnes |
| 29 października 201615:00 | Mako Vunipola                                                                     | 24:10(17:3) |                                               | Allianz Park, Londyn Widzów: 9734 Sędzia: Wayne Barnes |

| 30 października 201614:30 | London Wasps                                                         | 31:6(17:3) | Newcastle Falcons  | Ricoh Arena, Coventry Widzów: 15033 Sędzia: Craig Maxwell-Keys |
| 30 października 201614:30 | Frank Halai 5 (P) Jimmy Gopperth 21 (2P 4pd K) karne przyłożenie – 7 | 31:6(17:3) | Mike Delany 6 (2K) | Ricoh Arena, Coventry Widzów: 15033 Sędzia: Craig Maxwell-Keys |
| 30 października 201614:30 | Simon Hammersley · Will Welch                                        | 31:6(17:3) |                    | Ricoh Arena, Coventry Widzów: 15033 Sędzia: Craig Maxwell-Keys |

| 30 października 201615:00 | Bristol                                   | 13:31(0:12) | Sale Sharks | Ashton Gate, Bristol Widzów: 14025 Sędzia: JP Doyle |
| 30 października 201615:00 | David Lemi 5 (P) Shane Geraghty 8 (pd 2K) | 13:31(0:12) | Byron McGuigan 9 (P 2pd) Dan Mugford 2 (pd) Eifion Lewis-Roberts 5 (P) Mike Haley 5 (P) Paolo Odogwu 5 (P) Tom Curry 5 (P) | Ashton Gate, Bristol Widzów: 14025 Sędzia: JP Doyle |
| 30 października 201615:00 | Neil Briggs                               | 13:31(0:12) | | Ashton Gate, Bristol Widzów: 14025 Sędzia: JP Doyle |

| 30 października 201615:00 | Exeter                                    | 10:13(3:0) | Bath                                          | Sandy Park, Exeter Widzów: 12284 Sędzia: Ian Tempest |
| 30 października 201615:00 | Gareth Steenson 5 (pd K) Mitch Lees 5 (P) | 10:13(3:0) | George Ford 8 (pd 2K) Semesa Rokoduguni 5 (P) | Sandy Park, Exeter Widzów: 12284 Sędzia: Ian Tempest |

| 18 listopada 201619:45 | Bath                                   | 16:9(13:9) | Bristol             | The Recreation Ground, Bath Widzów: 14241 Sędzia: Ian Tempest |
| 18 listopada 201619:45 | Jack Wilson 5 (P) Tom Homer 11 (pd 3K) | 16:9(13:9) | Billy Searle 9 (3K) | The Recreation Ground, Bath Widzów: 14241 Sędzia: Ian Tempest |
| 18 listopada 201619:45 | Jason Woodward                         | 16:9(13:9) |                     | The Recreation Ground, Bath Widzów: 14241 Sędzia: Ian Tempest |

| 18 listopada 201619:45 | Worcester Warriors                                            | 17:18(10:9) | Northampton Saints    | Sixways Stadium, Worcester Widzów: 8156 Sędzia: Greg Macdonald |
| 18 listopada 201619:45 | Bryce Heem 5 (P) Dean Hammond 5 (P) Jamie Shillcock 7 (2pd K) | 17:18(10:9) | Stephen Myler 18 (6K) | Sixways Stadium, Worcester Widzów: 8156 Sędzia: Greg Macdonald |
| 18 listopada 201619:45 | Ryan Mills                                                    | 17:18(10:9) | Calum Clark           | Sixways Stadium, Worcester Widzów: 8156 Sędzia: Greg Macdonald |

| 18 listopada 201620:00 | Newcastle Falcons                                     | 19:32(8:14) | Exeter                                                                                                   | Kingston Park, Newcastle upon Tyne Widzów: 8061 Sędzia: Tim Wigglesworth |
| 18 listopada 201620:00 | Alex Tait 5 (P) Mike Delany 9 (3K) Scott Lawson 5 (P) | 19:32(8:14) | Gareth Steenson 12 (3pd 2K) James Short 5 (P) Ollie Devoto 5 (P) Thomas Waldrom 5 (P) Will Chudley 5 (P) | Kingston Park, Newcastle upon Tyne Widzów: 8061 Sędzia: Tim Wigglesworth |
| 18 listopada 201620:00 | Calum Green                                           | 19:32(8:14) | | Kingston Park, Newcastle upon Tyne Widzów: 8061 Sędzia: Tim Wigglesworth |

| 19 listopada 201616:30 | Gloucester | 36:18(10:5) | London Wasps                                  | Kingsholm Stadium, Gloucester Widzów: 12772 Sędzia: Dean Richards |
| 19 listopada 201616:30 | Charlie Sharples 5 (P) Henry Purdy 5 (P) James Hook 11 (4pd K) Mark Atkinson 5 (P) Matt Scott 5 (P) Richard Hibbard 5 (P) | 36:18(10:5) | Jimmy Gopperth 8 (pd 2K) Thomas Young 10 (2P) | Kingsholm Stadium, Gloucester Widzów: 12772 Sędzia: Dean Richards |

| 20 listopada 201613:00 | Sale Sharks                               | 13:28(7:13) | Saracens                                                                             | AJ Bell Stadium, Manchester Widzów: 8828 Sędzia: Andrew Jackson |
| 20 listopada 201613:00 | AJ MacGinty 8 (pd 2K) Josh Beaumont 5 (P) | 13:28(7:13) | Alex Lozowski 13 (2pd 3K) Ben Spencer 5 (P) Marcelo Bosch 5 (P) Matt Gallagher 5 (P) | AJ Bell Stadium, Manchester Widzów: 8828 Sędzia: Andrew Jackson |
| 20 listopada 201613:00 | Halani ʻAulika                            | 13:28(7:13) | Michael Rhodes                                                                       | AJ Bell Stadium, Manchester Widzów: 8828 Sędzia: Andrew Jackson |

| 20 listopada 201615:15 | Leicester Tigers                                | 25:6(9:6) | Harlequins        | Welford Road, Leicester Widzów: 25849 Sędzia: Craig Maxwell-Keys |
| 20 listopada 201615:15 | Freddie Burns 20 (pd dg 5K) Owen Williams 5 (P) | 25:6(9:6) | Nick Evans 6 (2K) | Welford Road, Leicester Widzów: 25849 Sędzia: Craig Maxwell-Keys |
| 20 listopada 201615:15 | Michael Fitzgerald                              | 25:6(9:6) | James Chisholm    | Welford Road, Leicester Widzów: 25849 Sędzia: Craig Maxwell-Keys |

| 25 listopada 201619:45 | Bristol                                                      | 16:21(6:11) | Leicester Tigers                                                 | Ashton Gate, Bristol Widzów: 13531 Sędzia: Tim Wigglesworth |
| 25 listopada 201619:45 | Adrian Jarvis 5 (pd K) Billy Searle 6 (2K) Rob Hawkins 5 (P) | 16:21(6:11) | Adam Thompstone 5 (P) Ellis Genge 5 (P) Freddie Burns 11 (pd 3K) | Ashton Gate, Bristol Widzów: 13531 Sędzia: Tim Wigglesworth |
| 25 listopada 201619:45 | Ian Evans · Jason Woodward                                   | 16:21(6:11) | Lachlan McCaffrey                                                | Ashton Gate, Bristol Widzów: 13531 Sędzia: Tim Wigglesworth |

| 25 listopada 201619:45 | Northampton Saints                           | 16:22(3:8) | Newcastle Falcons                                                | Franklin’s Gardens, Northampton Widzów: 13734 Sędzia: Andrew Jackson |
| 25 listopada 201619:45 | Christian Day 5 (P) Stephen Myler 11 (pd 3K) | 16:22(3:8) | Joel Hodgson 12 (P 2pd K) Vereniki Goneva 5 (P) Will Witty 5 (P) | Franklin’s Gardens, Northampton Widzów: 13734 Sędzia: Andrew Jackson |
| 25 listopada 201619:45 | Kieran Brookes                               | 16:22(3:8) |                                                                  | Franklin’s Gardens, Northampton Widzów: 13734 Sędzia: Andrew Jackson |

| 26 listopada 201616:30 | Exeter | 57:22(24:3) | Worcester Warriors                                                                     | Sandy Park, Exeter Widzów: 11055 Sędzia: Matthew O’Grady |
| 26 listopada 201616:30 | Carl Rimmer 5 (P) Gareth Steenson 15 (6pd K) Ian Whitten 5 (P) Jack Yeandle 5 (P) James Short 5 (P) Joe Simmonds 2 (pd) Olly Woodburn 5 (P) Thomas Waldrom 5 (P) Will Chudley 5 (P) karne przyłożenie – 7 | 57:22(24:3) | Dewald Potgieter 5 (P) Jamie Shillcock 7 (2pd K) Josh Adams 5 (P) Wynand Olivier 5 (P) | Sandy Park, Exeter Widzów: 11055 Sędzia: Matthew O’Grady |
| 26 listopada 201616:30 | Thomas Waldrom | 57:22(24:3) | Darren Barry                                                                           | Sandy Park, Exeter Widzów: 11055 Sędzia: Matthew O’Grady |

| 27 listopada 201613:00 | Saracens                                                      | 24:20(15:17) | Gloucester                                                | Allianz Park, Londyn Widzów: 7982 Sędzia: Greg Macdonald |
| 27 listopada 201613:00 | Alex Lozowski 14 (pd 4K) Brad Barritt 5 (P) Mike Ellery 5 (P) | 24:20(15:17) | Ben Morgan 5 (P) Billy Burns 5 (P) James Hook 10 (2pd 2K) | Allianz Park, Londyn Widzów: 7982 Sędzia: Greg Macdonald |
| 27 listopada 201613:00 | John Afoa                                                     | 24:20(15:17) |                                                           | Allianz Park, Londyn Widzów: 7982 Sędzia: Greg Macdonald |

| 27 listopada 201614:30 | London Wasps                                                                            | 34:24(22:3) | Sale Sharks                                                                  | Ricoh Arena, Coventry Widzów: 12329 Sędzia: Tom Foley |
| 27 listopada 201614:30 | Ashley Johnson 10 (2P) Danny Cipriani 5 (P) Jimmy Gopperth 9 (3pd K) Rob Miller 10 (2P) | 34:24(22:3) | AJ MacGinty 7 (2pd K) Bryn Evans 10 (2P) Mike Haley 5 (P) Tom Arscott 2 (pd) | Ricoh Arena, Coventry Widzów: 12329 Sędzia: Tom Foley |

| 27 listopada 201615:15 | Harlequins                                               | 21:20(11:10) | Bath                                                             | Twickenham Stoop, Londyn Widzów: 14800 Sędzia: Dean Richards |
| 27 listopada 201615:15 | Karl Dickson 5 (P) Tim Swiel 11 (pd 3K) Tim Visser 5 (P) | 21:20(11:10) | Kane Palma-Newport 5 (P) Nathan Catt 5 (P) Tom Homer 10 (2pd 2K) | Twickenham Stoop, Londyn Widzów: 14800 Sędzia: Dean Richards |

| 2 grudnia 201619:45 | Sale Sharks       | 3:21(3:21) | Exeter                                                                             | AJ Bell Stadium, Manchester Widzów: 4479 Sędzia: Wayne Barnes |
| 2 grudnia 201619:45 | AJ MacGinty 3 (K) | 3:21(3:21) | Gareth Steenson 6 (3pd) James Short 5 (P) Will Chudley 5 (P) karne przyłożenie – 7 | AJ Bell Stadium, Manchester Widzów: 4479 Sędzia: Wayne Barnes |
| 2 grudnia 201619:45 | Josh Beaumont     | 3:21(3:21) | Michele Campagnaro                                                                 | AJ Bell Stadium, Manchester Widzów: 4479 Sędzia: Wayne Barnes |

| 3 grudnia 201612:15 | Bath                             | 14:11(11:8) | Saracens                                   | The Recreation Ground, Bath Widzów: 14509 Sędzia: Greg Garner |
| 3 grudnia 201612:15 | Max Clark 5 (P) Tom Homer 9 (3K) | 14:11(11:8) | Alex Lozowski 6 (dg K) Sean Maitland 5 (P) | The Recreation Ground, Bath Widzów: 14509 Sędzia: Greg Garner |
| 3 grudnia 201612:15 | Alex Lozowski                    | 14:11(11:8) |                                            | The Recreation Ground, Bath Widzów: 14509 Sędzia: Greg Garner |

| 3 grudnia 201616:30 | Gloucester                                                                                    | 26:18(0:6) | Bristol                                                        | Kingsholm Stadium, Gloucester Widzów: 14340 Sędzia: Matt Carley |
| 3 grudnia 201616:30 | Henry Purdy 5 (P) James Hook 6 (3pd) Matt Scott 5 (P) Willi Heinz 5 (P) karne przyłożenie – 7 | 26:18(0:6) | Jack Wallace 5 (P) Jason Woodward 8 (pd 2K) Luke Arscott 5 (P) | Kingsholm Stadium, Gloucester Widzów: 14340 Sędzia: Matt Carley |
| 3 grudnia 201616:30 | Jamal Ford-Robinson                                                                           | 26:18(0:6) |                                                                | Kingsholm Stadium, Gloucester Widzów: 14340 Sędzia: Matt Carley |

| 3 grudnia 201617:00 | Leicester Tigers                                                   | 19:11(13:11) | Northampton Saints                      | Welford Road, Leicester Widzów: 24808 Sędzia: JP Doyle |
| 3 grudnia 201617:00 | Adam Thompstone 5 (P) Freddie Burns 11 (pd 3K) Owen Williams 3 (K) | 19:11(13:11) | Mike Haywood 5 (P) Stephen Myler 6 (2K) | Welford Road, Leicester Widzów: 24808 Sędzia: JP Doyle |
| 3 grudnia 201617:00 | Adam Thompstone                                                    | 19:11(13:11) | Luther Burrell                          | Welford Road, Leicester Widzów: 24808 Sędzia: JP Doyle |

| 4 grudnia 201615:00 | Newcastle Falcons | 38:32(21:8) | Harlequins                                                                                         | Kingston Park, Newcastle upon Tyne Widzów: 6054 Sędzia: Ian Tempest |
| 4 grudnia 201615:00 | Joel Hodgson 6 (3pd) Juan Pablo Socino 10 (2P) Marcus Watson 5 (P) Mark Wilson 5 (P) Micky Young 5 (P) Mike Delany 2 (pd) | 38:32(21:8) | Karl Dickson 10 (2P) Rob Buchanan 5 (P) Ruaridh Jackson 9 (3pd K) Tim Swiel 3 (K) Tim Visser 5 (P) | Kingston Park, Newcastle upon Tyne Widzów: 6054 Sędzia: Ian Tempest |

| 4 grudnia 201615:00 | Worcester Warriors      | 12:26(12:19) | London Wasps                                                | Sixways Stadium, Worcester Widzów: 8027 Sędzia: Craig Maxwell-Keys |
| 4 grudnia 201615:00 | Jamie Shillcock 12 (4K) | 12:26(12:19) | Brendan Macken 5 (P) Dan Robson 5 (P) Rob Miller 11 (pd 3K) | Sixways Stadium, Worcester Widzów: 8027 Sędzia: Craig Maxwell-Keys |

| 23 grudnia 201619:45 | Northampton Saints                                                          | 24:5(14:0) | Sale Sharks          | Franklin’s Gardens, Northampton Widzów: 14108 Sędzia: Greg Garner |
| 23 grudnia 201619:45 | Ben Foden 5 (P) Luther Burrell 5 (P) Stephen Myler 9 (3pd K) Tom Wood 5 (P) | 24:5(14:0) | Denny Solomona 5 (P) | Franklin’s Gardens, Northampton Widzów: 14108 Sędzia: Greg Garner |
| 23 grudnia 201619:45 | Mike Phillips                                                               | 24:5(14:0) |                      | Franklin’s Gardens, Northampton Widzów: 14108 Sędzia: Greg Garner |

| 24 grudnia 201613:30 | Saracens                                                       | 21:6(13:6) | Newcastle Falcons   | Allianz Park, Londyn Widzów: 9595 Sędzia: Matt Carley |
| 24 grudnia 201613:30 | Chris Ashton 5 (P) Marcelo Bosch 5 (P) Owen Farrell 11 (pd 3K) | 21:6(13:6) | Joel Hodgson 6 (2K) | Allianz Park, Londyn Widzów: 9595 Sędzia: Matt Carley |

| 24 grudnia 201614:00 | London Wasps                                                         | 40:26(24:14) | Bath                                                                                     | Ricoh Arena, Coventry Widzów: 26292 Sędzia: Luke Pearce |
| 24 grudnia 201614:00 | Christian Wade 15 (3P) Jimmy Gopperth 20 (4pd 4K) Thomas Young 5 (P) | 40:26(24:14) | Ben Tapuai 5 (P) Dave Attwood 5 (P) George Ford 6 (3pd) Ross Batty 5 (P) Tom Ellis 5 (P) | Ricoh Arena, Coventry Widzów: 26292 Sędzia: Luke Pearce |

| 24 grudnia 201615:00 | Exeter | 31:10(21:0) | Leicester Tigers                        | Sandy Park, Exeter Widzów: 12420 Sędzia: Tom Foley |
| 24 grudnia 201615:00 | Gareth Steenson 11 (4pd K) Jack Yeandle 5 (P) Ollie Devoto 5 (P) Thomas Waldrom 5 (P) karne przyłożenie – 7 | 31:10(21:0) | Brendon O’Connor 5 (P) Jono Kitto 5 (P) | Sandy Park, Exeter Widzów: 12420 Sędzia: Tom Foley |
| 24 grudnia 201615:00 | Graham Kitchener                                                                                            | 31:10(21:0) |                                         | Sandy Park, Exeter Widzów: 12420 Sędzia: Tom Foley |

| 26 grudnia 201615:00 | Bristol                                         | 28:20(18:13) | Worcester Warriors                                                                  | Ashton Gate, Bristol Widzów: 16552 Sędzia: Wayne Barnes |
| 26 grudnia 201615:00 | Jason Woodward 13 (2pd 3K) Tom Varndell 15 (3P) | 28:20(18:13) | Chris Pennell 7 (2pd K) Darren Barry 5 (P) Dean Hammond 5 (P) Jamie Shillcock 3 (K) | Ashton Gate, Bristol Widzów: 16552 Sędzia: Wayne Barnes |
| 26 grudnia 201615:00 | Tusi Pisi                                       | 28:20(18:13) | Darren Barry                                                                        | Ashton Gate, Bristol Widzów: 16552 Sędzia: Wayne Barnes |

| 27 grudnia 201616:00 | Harlequins                                                           | 28:24(11:3) | Gloucester                                                                                       | Twickenham Stadium Londyn Widzów: 77567 Sędzia: JP Doyle |
| 27 grudnia 201616:00 | Jack Clifford 5 (P) Joe Marchant 10 (2P) Ruaridh Jackson 13 (2pd 3K) | 28:24(11:3) | Billy Burns 2 (pd) Gareth Evans 5 (P) Greig Laidlaw 7 (2pd K) James Hook 5 (P) Motu Matu’u 5 (P) | Twickenham Stadium Londyn Widzów: 77567 Sędzia: JP Doyle |
| 27 grudnia 201616:00 | Jack Clifford                                                        | 28:24(11:3) | Jonny May                                                                                        | Twickenham Stadium Londyn Widzów: 77567 Sędzia: JP Doyle |

| 30 grudnia 201619:45 | Newcastle Falcons                                                                                       | 30:34(22:21) | London Wasps                                                                                                   | Kingston Park, Newcastle upon Tyne Widzów: 8730 Sędzia: Tom Foley |
| 30 grudnia 201619:45 | Joel Hodgson 10 (2pd 2K) Marcus Watson 5 (P) Mark Wilson 5 (P) Rob Vickers 5 (P) Sonatane Takulua 5 (P) | 30:34(22:21) | Christian Wade 5 (P) Danny Cipriani 11 (P 3pd) Elliot Daly 3 (K) Jimmy Gopperth 10 (P pd K) Thomas Young 5 (P) | Kingston Park, Newcastle upon Tyne Widzów: 8730 Sędzia: Tom Foley |
| 30 grudnia 201619:45 | Guy Thompson · Josh Bassett                                                                             | 30:34(22:21) | | Kingston Park, Newcastle upon Tyne Widzów: 8730 Sędzia: Tom Foley |

| 31 grudnia 201615:00 | Bath                                       | 11:17(11:0) | Exeter                                        | The Recreation Ground, Bath Widzów: 14509 Sędzia: Craig Maxwell-Keys |
| 31 grudnia 201615:00 | George Ford 6 (2K) Semesa Rokoduguni 5 (P) | 11:17(11:0) | Gareth Steenson 7 (2pd K) James Short 10 (2P) | The Recreation Ground, Bath Widzów: 14509 Sędzia: Craig Maxwell-Keys |

| 1 stycznia 201714:30 | Sale Sharks                                                                            | 23:24(15:10) | Bristol                                                                              | AJ Bell Stadium, Manchester Widzów: 6168 Sędzia: Ian Tempest |
| 1 stycznia 201714:30 | Denny Solomona 5 (P) James Mitchell 8 (pd 2K) Johnny Leota 5 (P) karne przyłożenie – 7 | 23:24(15:10) | Jason Woodward 9 (3pd K) Max Crumpton 5 (P) Rhodri Williams 5 (P) Tom Varndell 5 (P) | AJ Bell Stadium, Manchester Widzów: 6168 Sędzia: Ian Tempest |
| 1 stycznia 201714:30 | Rob Webber                                                                             | 23:24(15:10) | Dan Tuohy · Ryan Bevington                                                           | AJ Bell Stadium, Manchester Widzów: 6168 Sędzia: Ian Tempest |

| 1 stycznia 201715:00 | Gloucester          | 12:13(9:0) | Northampton Saints                            | Kingsholm Stadium, Gloucester Widzów: 16115 Sędzia: Matt Carley |
| 1 stycznia 201715:00 | Billy Burns 12 (4K) | 12:13(9:0) | Stephen Myler 8 (pd 2K) karne przyłożenie – 7 | Kingsholm Stadium, Gloucester Widzów: 16115 Sędzia: Matt Carley |
| 1 stycznia 201715:00 | David Halaifonua    | 12:13(9:0) |                                               | Kingsholm Stadium, Gloucester Widzów: 16115 Sędzia: Matt Carley |

| 1 stycznia 201715:00 | Leicester Tigers      | 12:16(6:6) | Saracens                  | Welford Road, Leicester Widzów: 25248 Sędzia: JP Doyle |
| 1 stycznia 201715:00 | Owen Williams 12 (4K) | 12:16(6:6) | Owen Farrell 16 (P pd 3K) | Welford Road, Leicester Widzów: 25248 Sędzia: JP Doyle |

| 1 stycznia 201715:00 | Worcester Warriors                                      | 24:17(16:0) | Harlequins                                                   | Sixways Stadium, Worcester Widzów: 9054 Sędzia: Luke Pearce |
| 1 stycznia 201715:00 | Ben Te'o 5 (P) Dean Hammond 5 (P) Ryan Mills 14 (pd 4K) | 24:17(16:0) | Alofa Alofa 5 (P) Charlie Matthews 5 (P) Tim Swiel 7 (2pd K) | Sixways Stadium, Worcester Widzów: 9054 Sędzia: Luke Pearce |
| 1 stycznia 201715:00 | Darren Barry                                            | 24:17(16:0) | Joe Marler                                                   | Sixways Stadium, Worcester Widzów: 9054 Sędzia: Luke Pearce |

| 6 stycznia 201719:45 | Newcastle Falcons                                                               | 24:22(7:3) | Bath                                               | Kingston Park, Newcastle upon Tyne Widzów: 6042 Sędzia: Greg Garner |
| 6 stycznia 201719:45 | Ben Harris 5 (P) Joel Hodgson 9 (3pd K) Mark Wilson 5 (P) Vereniki Goneva 5 (P) | 24:22(7:3) | George Ford 12 (P 2pd K) Semesa Rokoduguni 10 (2P) | Kingston Park, Newcastle upon Tyne Widzów: 6042 Sędzia: Greg Garner |

| 7 stycznia 201715:00 | Gloucester | 55:19(24:7) | Worcester Warriors                                                                 | Kingsholm Stadium, Gloucester Widzów: 14584 Sędzia: Wayne Barnes |
| 7 stycznia 201715:00 | Billy Burns 3 (K) Billy Twelvetrees 8 (4pd) Charlie Sharples 5 (P) Greig Laidlaw 9 (3pd K) Jacob Rowan 5 (P) John Afoa 5 (P) Jonny May 5 (P) Josh Hohneck 5 (P) Matt Scott 10 (2P) | 55:19(24:7) | Alafoti Faosiliva 5 (P) Cooper Vuna 5 (P) Ryan Mills 4 (2pd) Tevita Cavubati 5 (P) | Kingsholm Stadium, Gloucester Widzów: 14584 Sędzia: Wayne Barnes |

| 7 stycznia 201715:00 | Harlequins                                   | 29:26(20:13) | Sale Sharks                                                         | Twickenham Stoop, Londyn Widzów: 14148 Sędzia: JP Doyle |
| 7 stycznia 201715:00 | Charlie Walker 5 (P) Tim Swiel 24 (P 2pd 5K) | 29:26(20:13) | Byron McGuigan 5 (P) Denny Solomona 10 (2P) Will Addison 11 (pd 3K) | Twickenham Stoop, Londyn Widzów: 14148 Sędzia: JP Doyle |

| 7 stycznia 201715:00 | Northampton Saints | 32:26(14:13) | Bristol                                        | Franklin’s Gardens, Northampton Widzów: 14872 Sędzia: Andrew Jackson |
| 7 stycznia 201715:00 | Harry Mallinder 3 (dg) JJ Hanrahan 5 (P) Louis Picamoles 5 (P) Mike Haywood 5 (P) Stephen Myler 9 (3pd K) Tom Wood 5 (P) | 32:26(14:13) | Jason Woodward 21 (P 2pd 4K) Mitch Eadie 5 (P) | Franklin’s Gardens, Northampton Widzów: 14872 Sędzia: Andrew Jackson |

| 7 stycznia 201715:00 | Saracens                                      | 13:13(3:10) | Exeter                                      | Allianz Park, Londyn Widzów: 10000 Sędzia: Ian Tempest |
| 7 stycznia 201715:00 | Alex Lozowski 8 (pd 2K) Titi Lamositele 5 (P) | 13:13(3:10) | Gareth Steenson 8 (pd 2K) Jack Nowell 5 (P) | Allianz Park, Londyn Widzów: 10000 Sędzia: Ian Tempest |
| 7 stycznia 201715:00 | Richard Barrington                            | 13:13(3:10) |                                             | Allianz Park, Londyn Widzów: 10000 Sędzia: Ian Tempest |

| 8 stycznia 201715:00 | London Wasps                                                                      | 22:16(19:3) | Leicester Tigers                                               | Ricoh Arena, Coventry Widzów: 27930 Sędzia: Craig Maxwell-Keys |
| 8 stycznia 201715:00 | Christian Wade 5 (P) Dan Robson 5 (P) Jimmy Gopperth 7 (2pd K) Tommy Taylor 5 (P) | 22:16(19:3) | Freddie Burns 5 (pd K) Owen Williams 6 (2K) Peter Betham 5 (P) | Ricoh Arena, Coventry Widzów: 27930 Sędzia: Craig Maxwell-Keys |
| 8 stycznia 201715:00 | Dan Cole                                                                          | 22:16(19:3) |                                                                | Ricoh Arena, Coventry Widzów: 27930 Sędzia: Craig Maxwell-Keys |

| 10 lutego 201719:45 | Bath | 32:30(19:9) | Northampton Saints                                                                  | The Recreation Ground, Bath Widzów: 12748 Sędzia: Wayne Barnes |
| 10 lutego 201719:45 | Chris Cook 5 (P) Paul Grant 5 (P) Rhys Priestland 12 (3pd 2K) Semesa Rokoduguni 5 (P) karne przyłożenie – 7 | 32:30(19:9) | Api Ratuniyarawa 5 (P) Ben Foden 5 (P) Jamie Gibson 5 (P) Stephen Myler 15 (3pd 3K) | The Recreation Ground, Bath Widzów: 12748 Sędzia: Wayne Barnes |
| 10 lutego 201719:45 | Kane Palma-Newport                                                                                          | 32:30(19:9) |                                                                                     | The Recreation Ground, Bath Widzów: 12748 Sędzia: Wayne Barnes |

| 10 lutego 201719:45 | Bristol                                 | 8:42(8:13) | Harlequins | Ashton Gate, Bristol Widzów: 12771 Sędzia: Matt Carley |
| 10 lutego 201719:45 | Jason Woodward 3 (K) Tom Varndell 5 (P) | 8:42(8:13) | Charlie Mulchrone 5 (P) James Chisholm 5 (P) Joe Marchant 5 (P) Mark Reddish 5 (P) Matt Hopper 5 (P) Ruaridh Jackson 12 (3pd 2K) Tim Swiel 5 (pd K) | Ashton Gate, Bristol Widzów: 12771 Sędzia: Matt Carley |
| 10 lutego 201719:45 | Ryan Bevington                          | 8:42(8:13) | Tim Visser | Ashton Gate, Bristol Widzów: 12771 Sędzia: Matt Carley |

| 10 lutego 201720:15 | Sale Sharks                                                                        | 26:24(18:12) | Newcastle Falcons                                                                           | AJ Bell Stadium, Manchester Widzów: 4299 Sędzia: Craig Maxwell-Keys |
| 10 lutego 201720:15 | Bryn Evans 5 (P) Byron McGuigan 5 (P) Denny Solomona 5 (P) Will Addison 11 (pd 3K) | 26:24(18:12) | Joel Hodgson 2 (pd) Juan Pablo Socino 5 (P) Sonatane Takulua 2 (pd) Vereniki Goneva 15 (3P) | AJ Bell Stadium, Manchester Widzów: 4299 Sędzia: Craig Maxwell-Keys |
| 10 lutego 201720:15 | Vereniki Goneva                                                                    | 26:24(18:12) |                                                                                             | AJ Bell Stadium, Manchester Widzów: 4299 Sędzia: Craig Maxwell-Keys |

| 11 lutego 201715:00 | Leicester Tigers | 34:9(20:3) | Gloucester         | Welford Road, Leicester Widzów: 20918 Sędzia: Ian Tempest |
| 11 lutego 201715:00 | Adam Thompstone 5 (P) Freddie Burns 5 (pd K) Luke Hamilton 5 (P) Maxime Mermoz 5 (P) Owen Williams 9 (3pd dg) karne przyłożenie – 7 | 34:9(20:3) | Billy Burns 9 (3K) | Welford Road, Leicester Widzów: 20918 Sędzia: Ian Tempest |

| 11 lutego 201715:00 | Worcester Warriors | 24:18(12:7) | Saracens                                                                       | Sixways Stadium, Worcester Widzów: 7302 Sędzia: Tom Foley |
| 11 lutego 201715:00 | Ryan Mills 24 (8K) | 24:18(12:7) | Alex Lozowski 5 (pd K) Ben Spencer 3 (K) Chris Ashton 5 (P) Schalk Brits 5 (P) | Sixways Stadium, Worcester Widzów: 7302 Sędzia: Tom Foley |
| 11 lutego 201715:00 | Josh Adams         | 24:18(12:7) | Mike Ellery                                                                    | Sixways Stadium, Worcester Widzów: 7302 Sędzia: Tom Foley |

| 12 lutego 201713:00 | Exeter | 35:35(21:21) | London Wasps | Sandy Park, Exeter Widzów: 12036 Sędzia: Greg Garner |
| 12 lutego 201713:00 | Gareth Steenson 10 (5pd) Jack Maunder 5 (P) Luke Cowan-Dickie 5 (P) Olly Woodburn 5 (P) Sam Simmonds 5 (P) karne przyłożenie – 7 | 35:35(21:21) | Alex Rieder 5 (P) Christian Wade 5 (P) Jimmy Gopperth 10 (5pd) Joe Simpson 5 (P) Kyle Eastmond 5 (P) karne przyłożenie – 7 | Sandy Park, Exeter Widzów: 12036 Sędzia: Greg Garner |
| 12 lutego 201713:00 | Mitch Lees · Jonny Hill | 35:35(21:21) | Thomas Young | Sandy Park, Exeter Widzów: 12036 Sędzia: Greg Garner |

| 17 lutego 201719:45 | Gloucester                                                                                                   | 31:23(16:13) | Saracens                                                                           | Kingsholm Stadium, Gloucester Widzów: 11889 Sędzia: Wayne Barnes |
| 17 lutego 201719:45 | Billy Burns 13 (2pd 3K) Billy Twelvetrees 3 (K) Jeremy Thrush 5 (P) Richard Hibbard 5 (P) Tom Marshall 5 (P) | 31:23(16:13) | Alex Lozowski 10 (2pd 2K) Marcelo Bosch 3 (K) Schalk Brits 5 (P) Will Fraser 5 (P) | Kingsholm Stadium, Gloucester Widzów: 11889 Sędzia: Wayne Barnes |
| 17 lutego 201719:45 | Paul Doran-Jones                                                                                             | 31:23(16:13) |                                                                                    | Kingsholm Stadium, Gloucester Widzów: 11889 Sędzia: Wayne Barnes |

| 18 lutego 201715:00 | Bath                                       | 22:12(9:7) | Harlequins                                                  | The Recreation Ground, Bath Widzów: 14509 Sędzia: Craig Maxwell-Keys |
| 18 lutego 201715:00 | Max Clark 5 (P) Rhys Priestland 17 (pd 5K) | 22:12(9:7) | Marland Yarde 5 (P) Ruaridh Jackson 2 (pd) Tim Visser 5 (P) | The Recreation Ground, Bath Widzów: 14509 Sędzia: Craig Maxwell-Keys |

| 18 lutego 201715:00 | Leicester Tigers | 50:17(31:10) | Bristol                                                              | Welford Road, Leicester Widzów: 21848 Sędzia: Tom Foley |
| 18 lutego 201715:00 | Adam Thompstone 5 (P) Brendon O’Connor 5 (P) Greg Bateman 5 (P) JP Pietersen 10 (2P) Owen Williams 15 (P 5pd) Patrick Cilliers 5 (P) Telusa Veainu 5 (P) | 50:17(31:10) | Jamal Ford-Robinson 5 (P) Jason Woodward 7 (2pd K) Rob Hawkins 5 (P) | Welford Road, Leicester Widzów: 21848 Sędzia: Tom Foley |

| 18 lutego 201715:00 | Worcester Warriors | 32:48(18:17) | Exeter | Sixways Stadium, Worcester Widzów: 8783 Sędzia: JP Doyle |
| 18 lutego 201715:00 | Bryce Heem 5 (P) Jackson Willison 5 (P) Josh Adams 5 (P) Perry Humphreys 5 (P) Ryan Lamb 2 (pd) Ryan Mills 10 (2pd 2K) | 32:48(18:17) | Gareth Steenson 12 (P 2pd K) Henry Slade 6 (3pd) James Short 15 (3P) Michele Campagnaro 5 (P) Olly Woodburn 5 (P) Sam Simmonds 5 (P) | Sixways Stadium, Worcester Widzów: 8783 Sędzia: JP Doyle |
| 18 lutego 201715:00 | Alafoti Faosiliva | 32:48(18:17) | | Sixways Stadium, Worcester Widzów: 8783 Sędzia: JP Doyle |

| 19 lutego 201715:00 | Newcastle Falcons | 46:31(15:24) | Northampton Saints                                                                                  | Kingston Park, Newcastle upon Tyne Widzów: 7860 Sędzia: Greg Garner |
| 19 lutego 201715:00 | Joel Hodgson 2 (pd) Kyle Cooper 5 (P) Mark Wilson 5 (P) Rob Vickers 5 (P) Sean Robinson 5 (P) Sonatane Takulua 24 (3P 3pd K) | 46:31(15:24) | Harry Mallinder 5 (P) Jamie Gibson 5 (P) Ken Pisi 5 (P) Mike Haywood 5 (P) Stephen Myler 11 (4pd K) | Kingston Park, Newcastle upon Tyne Widzów: 7860 Sędzia: Greg Garner |

| 19 lutego 201715:00 | Sale Sharks                                                         | 34:28(24:9) | London Wasps                                                                           | AJ Bell Stadium, Manchester Widzów: 5313 Sędzia: Matt Carley |
| 19 lutego 201715:00 | Denny Solomona 15 (3P) Mark Jennings 5 (P) Will Addison 14 (4pd 2K) | 34:28(24:9) | Ashley Johnson 5 (P) Jimmy Gopperth 13 (2pd 3K) Josh Bassett 5 (P) Kurtley Beale 5 (P) | AJ Bell Stadium, Manchester Widzów: 5313 Sędzia: Matt Carley |

| 24 lutego 201719:45 | Harlequins                                                                  | 18:27(13:3) | Leicester Tigers                                                                          | Twickenham Stoop, Londyn Widzów: 14800 Sędzia: Dean Richards |
| 24 lutego 201719:45 | Alofa Alofa 5 (P) Dave Ward 5 (P) Nick Evans 5 (pd K) Ruaridh Jackson 3 (K) | 18:27(13:3) | Freddie Burns 15 (P 2pd 2K) Owen Williams 2 (pd) Sam Harrison 5 (P) karne przyłożenie – 7 | Twickenham Stoop, Londyn Widzów: 14800 Sędzia: Dean Richards |
| 24 lutego 201719:45 | Aaron Morris                                                                | 18:27(13:3) | Luke Hamilton                                                                             | Twickenham Stoop, Londyn Widzów: 14800 Sędzia: Dean Richards |

| 25 lutego 201714:45 | Saracens                                                                           | 29:18(21:6) | Sale Sharks                                                                   | Allianz Park, Londyn Widzów: 9609 Sędzia: Tim Wigglesworth |
| 25 lutego 201714:45 | Alex Lozowski 14 (pd 4K) Chris Ashton 5 (P) Duncan Taylor 5 (P) Nathan Earle 5 (P) | 29:18(21:6) | AJ MacGinty 5 (pd K) Cameron Neild 5 (P) Magnus Lund 5 (P) Will Addison 3 (K) | Allianz Park, Londyn Widzów: 9609 Sędzia: Tim Wigglesworth |

| 25 lutego 201715:00 | Exeter                                                                                                   | 36:14(17:14) | Newcastle Falcons                                               | Sandy Park, Exeter Widzów: 10469 Sędzia: Ian Tempest |
| 25 lutego 201715:00 | Harry Williams 5 (P) James Short 10 (2P) Joe Simmonds 11 (4pd K) Sam Skinner 5 (P) karne przyłożenie – 7 | 36:14(17:14) | Sonatane Takulua 4 (2pd) Vereniki Goneva 5 (P) Will Welch 5 (P) | Sandy Park, Exeter Widzów: 10469 Sędzia: Ian Tempest |

| 25 lutego 201715:00 | Northampton Saints                                                  | 24:14(17:7) | Worcester Warriors                                                   | Franklin’s Gardens, Northampton Widzów: 15095 Sędzia: Craig Maxwell-Keys |
| 25 lutego 201715:00 | Mike Haywood 10 (2P) Stephen Myler 9 (3pd K) Teimana Harrison 5 (P) | 24:14(17:7) | Bryce Heem 5 (P) Josh Adams 5 (P) Ryan Lamb 2 (pd) Ryan Mills 2 (pd) | Franklin’s Gardens, Northampton Widzów: 15095 Sędzia: Craig Maxwell-Keys |

| 26 lutego 201713:00 | Bristol                 | 12:11(9:3) | Bath                                           | Ashton Gate, Bristol Widzów: 16258 Sędzia: Greg Garner |
| 26 lutego 201713:00 | Gavin Henson 12 (dg 3K) | 12:11(9:3) | Rhys Priestland 6 (2K) Semesa Rokoduguni 5 (P) | Ashton Gate, Bristol Widzów: 16258 Sędzia: Greg Garner |

| 26 lutego 201713:00 | London Wasps                                                            | 35:22(15:10) | Gloucester                                                                           | Ricoh Arena, Coventry Widzów: 15691 Sędzia: Andrew Jackson |
| 26 lutego 201713:00 | Christian Wade 5 (P) Jimmy Gopperth 25 (3P 2pd 2K) Willie le Roux 5 (P) | 35:22(15:10) | Billy Twelvetrees 7 (2pd K) David Halaifonua 5 (P) James Hook 5 (P) Matt Scott 5 (P) | Ricoh Arena, Coventry Widzów: 15691 Sędzia: Andrew Jackson |

| 3 marca 201719:45 | Leicester Tigers                                               | 15:34(8:27) | Exeter                                                                                                | Welford Road, Leicester Widzów: 20434 Sędzia: Matt Carley |
| 3 marca 201719:45 | Maxime Mermoz 5 (P) Michele Rizzo 5 (P) Owen Williams 5 (pd K) | 15:34(8:27) | Henry Slade 14 (4pd 2K) Kai Horstmann 5 (P) Mitch Lees 5 (P) Stu Townsend 5 (P) karne przyłożenie – 7 | Welford Road, Leicester Widzów: 20434 Sędzia: Matt Carley |
| 3 marca 201719:45 | Tom Youngs                                                     | 15:34(8:27) | Geoff Parling                                                                                         | Welford Road, Leicester Widzów: 20434 Sędzia: Matt Carley |

| 3 marca 201720:15 | Sale Sharks                                           | 12:32(7:15) | Northampton Saints                                                                                    | AJ Bell Stadium, Manchester Widzów: 5233 Sędzia: Tom Foley |
| 3 marca 201720:15 | Bryn Evans 5 (P) Josh Charnley 5 (P) Sam James 2 (pd) | 12:32(7:15) | Ethan Waller 5 (P) Ken Pisi 5 (P) Michael Paterson 5 (P) Mike Haywood 5 (P) Stephen Myler 12 (3pd 2K) | AJ Bell Stadium, Manchester Widzów: 5233 Sędzia: Tom Foley |

| 4 marca 201715:00 | Bath            | 3:24(3:14) | London Wasps                                                        | The Recreation Ground, Bath Widzów: 14509 Sędzia: JP Doyle |
| 4 marca 201715:00 | Tom Homer 3 (K) | 3:24(3:14) | Christian Wade 5 (P) Jimmy Gopperth 9 (3pd K) Kurtley Beale 10 (2P) | The Recreation Ground, Bath Widzów: 14509 Sędzia: JP Doyle |

| 4 marca 201715:00 | Gloucester                                                              | 27:30(10:15) | Harlequins | Kingsholm Stadium, Gloucester Widzów: 14014 Sędzia: Greg Garner |
| 4 marca 201715:00 | Billy Burns 12 (3pd 2K) Charlie Sharples 10 (2P) David Halaifonua 5 (P) | 27:30(10:15) | Charlie Mulchrone 5 (P) James Chisholm 5 (P) James Lang 5 (pd K) Ross Chisholm 5 (P) Tim Swiel 5 (pd K) Tim Visser 5 (P) | Kingsholm Stadium, Gloucester Widzów: 14014 Sędzia: Greg Garner |
| 4 marca 201715:00 | Richard Hibbard                                                         | 27:30(10:15) | | Kingsholm Stadium, Gloucester Widzów: 14014 Sędzia: Greg Garner |

| 5 marca 201714:00 | Newcastle Falcons                                                                                              | 27:35(6:18) | Saracens                                                                                | Kingston Park, Newcastle upon Tyne Widzów: 7899 Sędzia: Craig Maxwell-Keys |
| 5 marca 201714:00 | David Wilson 5 (P) Dominic Waldouck 5 (P) Mike Delany 4 (2pd) Sonatane Takulua 8 (pd 2K) Vereniki Goneva 5 (P) | 27:35(6:18) | Alex Lozowski 20 (2P 2pd 2K) Chris Ashton 5 (P) Michael Rhodes 5 (P) Nathan Earle 5 (P) | Kingston Park, Newcastle upon Tyne Widzów: 7899 Sędzia: Craig Maxwell-Keys |

| 5 marca 201715:00 | Worcester Warriors | 41:24(31:10) | Bristol                                                                                                 | Sixways Stadium, Worcester Widzów: 11499 Sędzia: Wayne Barnes |
| 5 marca 201715:00 | Bryce Heem 10 (2P) Francois Hougaard 5 (P) Ryan Mills 11 (4pd K) Will Spencer 5 (P) Wynand Olivier 5 (P) karne przyłożenie – 7 | 41:24(31:10) | Gavin Henson 5 (pd K) Jack Wallace 2 (pd) Jason Woodward 7 (P pd) Max Crumpton 5 (P) Tom Varndell 5 (P) | Sixways Stadium, Worcester Widzów: 11499 Sędzia: Wayne Barnes |
| 5 marca 201715:00 | Bryce Heem | 41:24(31:10) | Dan Tuohy                                                                                               | Sixways Stadium, Worcester Widzów: 11499 Sędzia: Wayne Barnes |

| 24 marca 201719:45 | Bristol                                | 14:32(6:13) | Gloucester                                                                          | Ashton Gate, Bristol Widzów: 14510 Sędzia: JP Doyle |
| 24 marca 201719:45 | Billy Searle 9 (3K) Max Crumpton 5 (P) | 14:32(6:13) | Billy Burns 17 (P 3pd 2K) Charlie Sharples 5 (P) Jonny May 5 (P) Lewis Ludlow 5 (P) | Ashton Gate, Bristol Widzów: 14510 Sędzia: JP Doyle |
| 24 marca 201719:45 | Tom Marshall                           | 14:32(6:13) |                                                                                     | Ashton Gate, Bristol Widzów: 14510 Sędzia: JP Doyle |

| 25 marca 201715:00 | Exeter                                                                                                   | 30:25(12:19) | Sale Sharks                                 | Sandy Park, Exeter Widzów: 10924 Sędzia: Craig Maxwell-Keys |
| 25 marca 201715:00 | Don Armand 5 (P) Henry Slade 10 (2pd 2K) Kai Horstmann 5 (P) Luke Cowan-Dickie 5 (P) Olly Woodburn 5 (P) | 30:25(12:19) | AJ MacGinty 20 (pd 6K) Denny Solomona 5 (P) | Sandy Park, Exeter Widzów: 10924 Sędzia: Craig Maxwell-Keys |

| 25 marca 201715:00 | Harlequins | 53:17(27:10) | Newcastle Falcons                                                 | Twickenham Stoop, Londyn Widzów: 14800 Sędzia: Tom Foley |
| 25 marca 201715:00 | Danny Care 5 (P) Joe Marchant 5 (P) Marland Yarde 5 (P) Mat Luamanu 5 (P) Mike Brown 5 (P) Nick Evans 18 (6pd 2K) Rob Buchanan 5 (P) Tim Swiel 5 (P) | 53:17(27:10) | Mark Wilson 5 (P) Mike Delany 2 (pd) Sonatane Takulua 10 (P pd K) | Twickenham Stoop, Londyn Widzów: 14800 Sędzia: Tom Foley |
| 25 marca 201715:00 | Evan Olmstead · Juan Pablo Socino | 53:17(27:10) |                                                                   | Twickenham Stoop, Londyn Widzów: 14800 Sędzia: Tom Foley |

| 25 marca 201715:00 | Northampton Saints                                                                     | 31:36(22:16) | Leicester Tigers | Franklin’s Gardens, Northampton Widzów: 15249 Sędzia: Greg Garner |
| 25 marca 201715:00 | Ahsee Tuala 5 (P) Louis Picamoles 5 (P) Nafi Tuitavake 5 (P) Stephen Myler 16 (2pd 4K) | 31:36(22:16) | Adam Thompstone 5 (P) Ben Youngs 5 (P) Freddie Burns 11 (pd dg 2K) Lachlan McCaffrey 5 (P) Owen Williams 10 (2pd 2K) | Franklin’s Gardens, Northampton Widzów: 15249 Sędzia: Greg Garner |
| 25 marca 201715:00 | Mike Williams                                                                          | 31:36(22:16) | | Franklin’s Gardens, Northampton Widzów: 15249 Sędzia: Greg Garner |

| 26 marca 201714:30 | London Wasps | 40:33(19:19) | Worcester Warriors                                                                           | Ricoh Arena, Coventry Widzów: 14949 Sędzia: Luke Pearce |
| 26 marca 201714:30 | Alapati Leiua 5 (P) Brendan Macken 5 (P) Christian Wade 10 (2P) Danny Cipriani 2 (pd) Jimmy Gopperth 8 (4pd) Josh Bassett 5 (P) Will Rowlands 5 (P) | 40:33(19:19) | Biyi Alo 5 (P) Bryce Heem 5 (P) Jackson Willison 5 (P) Josh Adams 10 (2P) Ryan Mills 8 (4pd) | Ricoh Arena, Coventry Widzów: 14949 Sędzia: Luke Pearce |
| 26 marca 201714:30 | Matt Mullan | 40:33(19:19) | Bryce Heem                                                                                   | Ricoh Arena, Coventry Widzów: 14949 Sędzia: Luke Pearce |

| 26 marca 201715:00 | Saracens | 53:10(17:10) | Bath                                      | Allianz Park, Londyn Widzów: 10000 Sędzia: Wayne Barnes |
| 26 marca 201715:00 | Alex Goode 5 (P) Billy Vunipola 5 (P) Brad Barritt 5 (P) Chris Ashton 10 (2P) Jamie George 5 (P) Owen Farrell 13 (5pd K) Schalk Brits 5 (P) Sean Maitland 5 (P) | 53:10(17:10) | Anthony Watson 5 (P) George Ford 5 (pd K) | Allianz Park, Londyn Widzów: 10000 Sędzia: Wayne Barnes |

| 7 kwietnia 201719:45 | Sale Sharks                                                                                    | 36:26(21:14) | Worcester Warriors                                                                                                 | AJ Bell Stadium, Manchester Widzów: 5966 Sędzia: Matt Carley |
| 7 kwietnia 201719:45 | AJ MacGinty 11 (4pd K) Ben Curry 5 (P) Byron McGuigan 5 (P) Mike Haley 5 (P) Sam James 10 (2P) | 36:26(21:14) | Biyi Alo 5 (P) Chris Pennell 5 (P) Francois Hougaard 5 (P) Joe Taufeteʻe 5 (P) Ryan Lamb 2 (pd) Ryan Mills 4 (2pd) | AJ Bell Stadium, Manchester Widzów: 5966 Sędzia: Matt Carley |
| 7 kwietnia 201719:45 | Halani ʻAulika · Mike Phillips                                                                 | 36:26(21:14) | | AJ Bell Stadium, Manchester Widzów: 5966 Sędzia: Matt Carley |

| 7 kwietnia 201720:00 | Newcastle Falcons                                              | 16:14(7:7) | Gloucester                                                   | Kingston Park, Newcastle upon Tyne Widzów: 7738 Sędzia: Luke Pearce |
| 7 kwietnia 201720:00 | Joel Hodgson 9 (3K) Juan Pablo Socino 5 (P) Mike Delany 2 (pd) | 16:14(7:7) | Billy Twelvetrees 4 (2pd) Jonny May 5 (P) Tom Marshall 5 (P) | Kingston Park, Newcastle upon Tyne Widzów: 7738 Sędzia: Luke Pearce |
| 7 kwietnia 201720:00 | Lloyd Evans                                                    | 16:14(7:7) |                                                              | Kingston Park, Newcastle upon Tyne Widzów: 7738 Sędzia: Luke Pearce |

| 8 kwietnia 201714:00 | Bath                                                                 | 27:21(10:15) | Leicester Tigers                                                    | Twickenham Stadium Londyn Widzów: 61868 Sędzia: JP Doyle |
| 8 kwietnia 201714:00 | Anthony Watson 10 (2P) George Ford 12 (3pd 2K) Jonathan Joseph 5 (P) | 27:21(10:15) | Brendon O’Connor 5 (P) Freddie Burns 11 (pd 3K) Telusa Veainu 5 (P) | Twickenham Stadium Londyn Widzów: 61868 Sędzia: JP Doyle |
| 8 kwietnia 201714:00 | Beno Obano                                                           | 27:21(10:15) | JP Pietersen                                                        | Twickenham Stadium Londyn Widzów: 61868 Sędzia: JP Doyle |

| 8 kwietnia 201715:15 | Exeter | 38:34(17:24) | Bristol                                                                              | Sandy Park, Exeter Widzów: 12232 Sędzia: Tom Foley |
| 8 kwietnia 201715:15 | Gareth Steenson 2 (pd) Geoff Parling 5 (P) Henry Slade 11 (4pd K) Ian Whitten 5 (P) Olly Woodburn 5 (P) Thomas Waldrom 10 (2P) | 38:34(17:24) | Gavin Henson 19 (P 4pd 2K) Jason Woodward 5 (P) Mitch Eadie 5 (P) Will Hurrell 5 (P) | Sandy Park, Exeter Widzów: 12232 Sędzia: Tom Foley |

| 8 kwietnia 201716:30 | Saracens                                                                                             | 40:19(17:9) | Harlequins                                              | Stadion Wembley, Londyn Widzów: 71324 Sędzia: Ian Tempest |
| 8 kwietnia 201716:30 | Alex Goode 5 (P) Chris Ashton 5 (P) Michael Rhodes 5 (P) Owen Farrell 20 (4pd 4K) Schalk Brits 5 (P) | 40:19(17:9) | James Horwill 5 (P) Nick Evans 12 (4K) Tim Swiel 2 (pd) | Stadion Wembley, Londyn Widzów: 71324 Sędzia: Ian Tempest |

| 9 kwietnia 201715:00 | London Wasps                                                                                          | 32:30(13:18) | Northampton Saints                                                                                                   | Ricoh Arena, Coventry Widzów: 21131 Sędzia: Craig Maxwell-Keys |
| 9 kwietnia 201715:00 | Christian Wade 5 (P) Elliot Daly 5 (P) Jimmy Gopperth 12 (3pd 2K) Joe Simpson 5 (P) Matt Mullan 5 (P) | 32:30(13:18) | Ahsee Tuala 5 (P) Alex Waller 5 (P) Ben Foden 5 (P) George North 5 (P) Stephen Myler 5 (pd K) Teimana Harrison 5 (P) | Ricoh Arena, Coventry Widzów: 21131 Sędzia: Craig Maxwell-Keys |
| 9 kwietnia 201715:00 | Jamie Gibson                                                                                          | 32:30(13:18) | | Ricoh Arena, Coventry Widzów: 21131 Sędzia: Craig Maxwell-Keys |

| 14 kwietnia 201719:45 | Harlequins                                                               | 26:39(11:15) | Exeter | Twickenham Stoop, Londyn Widzów: 14800 Sędzia: Wayne Barnes |
| 14 kwietnia 201719:45 | Mat Luamanu 5 (P) Nick Evans 14 (P 3K) Tim Swiel 2 (pd) Tim Visser 5 (P) | 26:39(11:15) | Dave Ewers 5 (P) Gareth Steenson 6 (3pd) Henry Slade 13 (P pd 2K) Lachie Turner 10 (2P) Michele Campagnaro 5 (P) | Twickenham Stoop, Londyn Widzów: 14800 Sędzia: Wayne Barnes |

| 15 kwietnia 201715:00 | Gloucester | 39:30(15:12) | Sale Sharks                                                                                              | Kingsholm Stadium, Gloucester Widzów: 12928 Sędzia: Tom Foley |
| 15 kwietnia 201715:00 | Billy Burns 14 (4pd 2K) Billy Twelvetrees 5 (P) Henry Trinder 5 (P) Richard Hibbard 5 (P) Tom Marshall 10 (2P) | 39:30(15:12) | AJ MacGinty 10 (2pd 2K) Byron McGuigan 5 (P) Kieran Longbottom 5 (P) Mike Phillips 5 (P) Sam James 5 (P) | Kingsholm Stadium, Gloucester Widzów: 12928 Sędzia: Tom Foley |
| 15 kwietnia 201715:00 | Ross Harrison                                                                                                  | 39:30(15:12) | | Kingsholm Stadium, Gloucester Widzów: 12928 Sędzia: Tom Foley |

| 15 kwietnia 201715:00 | Leicester Tigers                                                                   | 30:3(11:3) | Newcastle Falcons  | Welford Road, Leicester Widzów: 23773 Sędzia: Ian Tempest |
| 15 kwietnia 201715:00 | Ben Youngs 5 (P) Ellis Genge 10 (2P) Freddie Burns 10 (2pd 2K) Telusa Veainu 5 (P) | 30:3(11:3) | Joel Hodgson 3 (K) | Welford Road, Leicester Widzów: 23773 Sędzia: Ian Tempest |
| 15 kwietnia 201715:00 | David Wilson                                                                       | 30:3(11:3) |                    | Welford Road, Leicester Widzów: 23773 Sędzia: Ian Tempest |

| 15 kwietnia 201715:00 | Worcester Warriors                                                              | 25:19(6:10) | Bath                                      | Sixways Stadium, Worcester Widzów: 11343 Sędzia: Luke Pearce |
| 15 kwietnia 201715:00 | Josh Adams 5 (P) Ryan Mills 10 (2pd 2K) Will Spencer 5 (P) Wynand Olivier 5 (P) | 25:19(6:10) | George Ford 14 (pd 4K) Matt Banahan 5 (P) | Sixways Stadium, Worcester Widzów: 11343 Sędzia: Luke Pearce |

| 16 kwietnia 201715:00 | Bristol                                                                                                   | 21:36(7:21) | London Wasps | Ashton Gate, Bristol Widzów: 12310 Sędzia: Greg Garner |
| 16 kwietnia 201715:00 | Billy Searle 4 (2pd) Gavin Henson 2 (pd) Jack O’Connell 5 (P) Jason Woodward 5 (P) Nic Fenton-Wells 5 (P) | 21:36(7:21) | Christian Wade 5 (P) Guy Thompson 5 (P) Jimmy Gopperth 6 (3pd) Joe Simpson 5 (P) Josh Bassett 10 (2P) Tommy Taylor 5 (P) | Ashton Gate, Bristol Widzów: 12310 Sędzia: Greg Garner |

| 16 kwietnia 201715:00 | Northampton Saints                                                                  | 25:27(13:6) | Saracens                                                        | stadium:mk, Milton Keynes Widzów: 24163 Sędzia: Matt Carley |
| 16 kwietnia 201715:00 | Dylan Hartley 5 (P) Harry Mallinder 7 (P pd) Ken Pisi 5 (P) Stephen Myler 8 (pd 2K) | 25:27(13:6) | Alex Lozowski 17 (pd 5K) Chris Ashton 5 (P) Marcelo Bosch 5 (P) | stadium:mk, Milton Keynes Widzów: 24163 Sędzia: Matt Carley |
| 16 kwietnia 201715:00 | Duncan Taylor                                                                       | 25:27(13:6) |                                                                 | stadium:mk, Milton Keynes Widzów: 24163 Sędzia: Matt Carley |

| 28 kwietnia 201719:45 | Harlequins                                                 | 32:13(6:10) | London Wasps                              | Twickenham Stoop, Londyn Widzów: 14800 Sędzia: Wayne Barnes |
| 28 kwietnia 201719:45 | Joe Marchant 5 (P) Nick Evans 22 (2pd 6K) Tim Visser 5 (P) | 32:13(6:10) | Dan Robson 5 (P) Jimmy Gopperth 8 (pd 2K) | Twickenham Stoop, Londyn Widzów: 14800 Sędzia: Wayne Barnes |
| 28 kwietnia 201719:45 | Joe Launchbury · Willie le Roux                            | 32:13(6:10) |                                           | Twickenham Stoop, Londyn Widzów: 14800 Sędzia: Wayne Barnes |

| 28 kwietnia 201720:00 | Newcastle Falcons             | 16:14(6:0) | Worcester Warriors                                            | Kingston Park, Newcastle upon Tyne Widzów: 7375 Sędzia: Greg Garner |
| 28 kwietnia 201720:00 | Sonatane Takulua 16 (P pd 3K) | 16:14(6:0) | Ryan Mills 4 (2pd) Wynand Olivier 5 (P) karne przyłożenie – 7 | Kingston Park, Newcastle upon Tyne Widzów: 7375 Sędzia: Greg Garner |
| 28 kwietnia 201720:00 | Will Welch                    | 16:14(6:0) | Will Spencer                                                  | Kingston Park, Newcastle upon Tyne Widzów: 7375 Sędzia: Greg Garner |

| 29 kwietnia 201715:00 | Exeter | 36:12(12:7) | Northampton Saints                     | Sandy Park, Exeter Widzów: 12284 Sędzia: JP Doyle |
| 29 kwietnia 201715:00 | Don Armand 5 (P) Gareth Steenson 4 (2pd) Ian Whitten 5 (P) Jack Nowell 5 (P) Joe Simmonds 2 (pd) Olly Woodburn 10 (2P) Sam Hill 5 (P) | 36:12(12:7) | Ahsee Tuala 5 (P) JJ Hanrahan 7 (P pd) | Sandy Park, Exeter Widzów: 12284 Sędzia: JP Doyle |
| 29 kwietnia 201715:00 | Ken Pisi | 36:12(12:7) |                                        | Sandy Park, Exeter Widzów: 12284 Sędzia: JP Doyle |

| 29 kwietnia 201715:00 | Leicester Tigers                                                                                                   | 41:18(20:10) | Sale Sharks                                             | Welford Road, Leicester Widzów: 23940 Sędzia: Craig Maxwell-Keys |
| 29 kwietnia 201715:00 | Freddie Burns 19 (P 4pd 2K) George McGuigan 5 (P) Graham Kitchener 5 (P) Jack Roberts 5 (P) Owen Williams 7 (P pd) | 41:18(20:10) | AJ MacGinty 8 (pd 2K) Bryn Evans 5 (P) Rob Webber 5 (P) | Welford Road, Leicester Widzów: 23940 Sędzia: Craig Maxwell-Keys |
| 29 kwietnia 201715:00 | Josh Charnley | 41:18(20:10) |                                                         | Welford Road, Leicester Widzów: 23940 Sędzia: Craig Maxwell-Keys |

| 29 kwietnia 201715:00 | Saracens                                                                                | 27:9(3:9) | Bristol             | Allianz Park, Londyn Widzów: 10000 Sędzia: Andrew Jackson |
| 29 kwietnia 201715:00 | Chris Ashton 5 (P) Nick Tompkins 5 (P) Owen Farrell 7 (2pd K) Petrus Du Plessis 10 (2P) | 27:9(3:9) | Gavin Henson 9 (3K) | Allianz Park, Londyn Widzów: 10000 Sędzia: Andrew Jackson |

| 30 kwietnia 201715:00 | Bath | 44:20(10:8) | Gloucester                                                                     | The Recreation Ground, Bath Widzów: 14509 Sędzia: Matt Carley |
| 30 kwietnia 201715:00 | Aled Brew 5 (P) Max Clark 5 (P) Rhys Priestland 14 (4pd 2K) Robbie Fruean 5 (P) Taulupe Faletau 15 (3P) | 44:20(10:8) | David Halaifonua 5 (P) Greig Laidlaw 2 (pd) James Hook 3 (K) Jonny May 10 (2P) | The Recreation Ground, Bath Widzów: 14509 Sędzia: Matt Carley |

| 6 maja 201716:00 | Bristol | 27:39(3:18) | Newcastle Falcons                                                                                             | Ashton Gate, Bristol Widzów: 9822 Sędzia: Luke Pearce |
| 6 maja 201716:00 | Gavin Henson 3 (K) Jack O’Connell 5 (P) Jack Tovey 5 (P) Jamal Ford-Robinson 5 (P) Jason Woodward 4 (2pd) Mitch Eadie 5 (P) | 27:39(3:18) | Chris Harris 5 (P) Marcus Watson 5 (P) Mark Wilson 5 (P) Sonatane Takulua 14 (4pd 2K) Vereniki Goneva 10 (2P) | Ashton Gate, Bristol Widzów: 9822 Sędzia: Luke Pearce |

| 6 maja 201716:00 | Gloucester                                                  | 20:34(15:13) | Exeter                                                                                            | Kingsholm Stadium, Gloucester Widzów: 16115 Sędzia: Ian Tempest |
| 6 maja 201716:00 | Greig Laidlaw 5 (pd K) Jonny May 10 (2P) Lewis Ludlow 5 (P) | 20:34(15:13) | Ben Moon 5 (P) Gareth Steenson 14 (4pd 2K) Ian Whitten 5 (P) James Short 5 (P) Will Chudley 5 (P) | Kingsholm Stadium, Gloucester Widzów: 16115 Sędzia: Ian Tempest |

| 6 maja 201716:00 | Northampton Saints                                                                    | 22:20(17:17) | Harlequins                                                    | Franklin’s Gardens, Northampton Widzów: 15249 Sędzia: JP Doyle |
| 6 maja 201716:00 | Alex Waller 5 (P) Api Ratuniyarawa 5 (P) George North 5 (P) Harry Mallinder 7 (2pd K) | 22:20(17:17) | James Horwill 5 (P) Joe Marchant 5 (P) Nick Evans 10 (2pd 2K) | Franklin’s Gardens, Northampton Widzów: 15249 Sędzia: JP Doyle |
| 6 maja 201716:00 | Charlie Matthews                                                                      | 22:20(17:17) |                                                               | Franklin’s Gardens, Northampton Widzów: 15249 Sędzia: JP Doyle |

| 6 maja 201716:00 | Sale Sharks                                                                      | 27:24(20:10) | Bath                                                                                                  | AJ Bell Stadium, Manchester Widzów: 8306 Sędzia: Greg Garner |
| 6 maja 201716:00 | AJ MacGinty 12 (3pd 2K) Ben Curry 5 (P) Denny Solomona 5 (P) Josh Charnley 5 (P) | 27:24(20:10) | George Ford 2 (pd) Matt Banahan 5 (P) Max Clark 5 (P) Rhys Priestland 7 (2pd K) karne przyłożenie – 7 | AJ Bell Stadium, Manchester Widzów: 8306 Sędzia: Greg Garner |
| 6 maja 201716:00 | Neil Briggs                                                                      | 27:24(20:10) | Francois Louw · Shaun Knight                                                                          | AJ Bell Stadium, Manchester Widzów: 8306 Sędzia: Greg Garner |

| 6 maja 201716:00 | London Wasps                                                                           | 35:15(16:10) | Saracens                                                     | Ricoh Arena, Coventry Widzów: 30115 Sędzia: Wayne Barnes |
| 6 maja 201716:00 | Christian Wade 5 (P) Elliot Daly 5 (P) Jimmy Gopperth 10 (2pd 2K) Thomas Young 15 (3P) | 35:15(16:10) | Alex Lozowski 2 (pd) Ben Spencer 10 (2P) Marcelo Bosch 3 (K) | Ricoh Arena, Coventry Widzów: 30115 Sędzia: Wayne Barnes |
| 6 maja 201716:00 | Sean Maitland                                                                          | 35:15(16:10) |                                                              | Ricoh Arena, Coventry Widzów: 30115 Sędzia: Wayne Barnes |

| 6 maja 201716:00 | Worcester Warriors                                                             | 23:28(13:16) | Leicester Tigers                             | Sixways Stadium, Worcester Widzów: 11499 Sędzia: Tom Foley |
| 6 maja 201716:00 | Bryce Heem 5 (P) Chris Pennell 5 (P) Ryan Mills 8 (pd 2K) Wynand Olivier 5 (P) | 23:28(13:16) | Freddie Burns 23 (pd dg 6K) Tom Youngs 5 (P) | Sixways Stadium, Worcester Widzów: 11499 Sędzia: Tom Foley |

## Faza pucharowa
|  |                  |                  |          |              |    |              |              |       |
|  | Półfinał         | Półfinał         | Półfinał |              |    | Finał        | Finał        | Finał |
|  | Półfinał         | Półfinał         | Półfinał |              |    | Finał        | Finał        | Finał |
|  | 20 maja 2017     |                  |          |              |    |              |              |       |
|  |                  |                  |          |              |    |              |              |       |
|  | London Wasps     | London Wasps     | 21       |              |    |              |              |       |
|  | London Wasps     | London Wasps     | 21       | 27 maja 2017 |    |              |              |       |
|  | Leicester Tigers | Leicester Tigers | 20       |              |    |              |              |       |
|  | Leicester Tigers | Leicester Tigers | 20       |              |    | London Wasps | London Wasps | 20    |
|  | 20 maja 2017     |                  |          |              |    | London Wasps | London Wasps | 20    |
|  |                  |                  | Exeter   | Exeter       | 23 |              |              |       |
|  | Exeter           | Exeter           | Exeter   | Exeter       | 23 | 18           |              |       |
|  | Exeter           | Exeter           |          |              |    |              |              |       |
|  | Saracens         | Saracens         | 16       |              |    |              |              |       |
|  | Saracens         | Saracens         | 16       |              |    |              |              |       |

| 20 maja 201717:15 | London Wasps                                                     | 21:20(16:13) | Leicester Tigers                                                 | Ricoh Arena, Coventry Widzów: 29051 Sędzia: Matt Carley |
| 20 maja 201717:15 | Jimmy Gopperth 11 (pd 3K) Josh Bassett 5 (P) Kurtley Beale 5 (P) | 21:20(16:13) | Freddie Burns 10 (2pd 2K) Peter Betham 5 (P) Telusa Veainu 5 (P) | Ricoh Arena, Coventry Widzów: 29051 Sędzia: Matt Carley |

| 20 maja 201714:30 | Exeter                                                         | 18:16(6:6) | Saracens                                                | Sandy Park, Exeter Widzów: 12436 Sędzia: Wayne Barnes |
| 20 maja 201714:30 | Gareth Steenson 8 (pd 2K) Jack Nowell 5 (P) Sam Simmonds 5 (P) | 18:16(6:6) | Chris Wyles 5 (P) Mike Ellery 5 (P) Owen Farrell 6 (2K) | Sandy Park, Exeter Widzów: 12436 Sędzia: Wayne Barnes |

| 27 maja 201714:30 | London Wasps                                   | 20:23(10:14) | Exeter                                                           | Twickenham Stadium Londyn Widzów: 79657 Sędzia: JP Doyle |
| 27 maja 201714:30 | Elliot Daly 5 (P) Jimmy Gopperth 15 (P 2pd 2K) | 20:23(10:14) | Gareth Steenson 13 (2pd 3K) Jack Nowell 5 (P) Phil Dollman 5 (P) | Twickenham Stadium Londyn Widzów: 79657 Sędzia: JP Doyle |